# Notwane Football Club
El Notwane FC es un equipo de fútbol de Botsuana que milita y disputa partidos oficiales en la Liga botswanesa de fútbol, la liga de fútbol más importante del país.

## Historia
Fue fundado en el año 1964, en la capital Gaborone, fue el primer campeón de la Liga botswanesa de fútbol y actualmente cuenta con 3 títulos de liga y 6 torneos de copa locales.
A nivel internacional ha participado en 7 torneos continentales. Su mejor participación fue en la Recopa Africana de 1996 en que logró llegar a segunda ronda.
El club también ha participado en otros torneos nacionales organizados por la Asociación de Fútbol de Botsuana, como la  Copa Desafío de Botsuana, la cual conquistó en cuatro ocasiones: 1978, 1995, 1997 y 2006.

## Palmarés

### Torneos nacionales
- Liga botswanesa de fútbol (3): 1978, 1996 y 1998.[4]
- Copa Desafió de Botsuana (4): 1978, 1995, 1997 y 2006.[10]
- Copa Independencia de Botsuana (2): 2003 y 2004.[11]
- Charity Cup Orange Kabelano (1): 2007.[12]

## Participación en competiciones de la CAF
| Temporada | Torneo                       | Ronda      | Club                 | Casa  | Visita | Global  |
| --------- | ---------------------------- | ---------- | -------------------- | ----- | ------ | ------- |
| 1979      | Recopa Africana              | 1          | Maseru United        | 5-4   | 1-2    | 6-6 (a) |
| 1996      | Recopa Africana              | Preliminar | Mhlambanyatsi Rovers | 2-0   | 2-0    | 4-0     |
| 1996      | Recopa Africana              | 1          | Fire Brigade SC      | 1-1   | 1-0    | 2-1     |
| 1996      | Recopa Africana              | 2          | Pretoria City FC     | 0-3   | 1-2    | 1-5     |
| 1997      | Liga de Campeones de la CAF  | Preliminar | Blue Waters FC       | w.o.1 | w.o.1  | w.o.1   |
| 1997      | Liga de Campeones de la CAF  | 1          | Primero de Agosto    | 1-2   | 1-1    | 2-3     |
| 1998      | Recopa Africana              | Preliminar | Bantu FC             | 4-1   | 4-0    | 8-1     |
| 1998      | Recopa Africana              | 1          | Primero de Agosto    | 3-1   | 0-4    | 3-5     |
| 1999      | Liga de Campeones de la CAF  | Preliminar | LDF                  | 1-1   | 1-3    | 2-4     |
| 2000      | Liga de Campeones de la CAF  | Preliminar | Black Africa         | 1-1   | 2-4    | 3-5     |
| 2007      | Copa Confederación de la CAF | Preliminar | Defence FC           | 1-1   | 0-1    | 1-2     |

1- Blue Waters abandonó el torneo

## Entrenadores
- Barry Daka (2001)[13]